# Cenwalh de Wessex
Cenwalh (m. alrededor de 674) fue rey de Wessex en dos períodos. Hijo de Cynegils, asumió el trono a la muerte de su padre, en 643. Sin embargo, dos años después el reino fue ocupado por el rey Penda de Mercia, quien en esa época estaba enfrentado con Northumbria en una guerra por la hegemonía de la región. 
Esta guerra estaba marcada también por intereses religiosos, ya que Penda era un rey pagano en tiempos en que todos los monarcas anglosajones estaban siendo cristianizados.
Durante unos años, Cenwalh se refugió junto al rey Anna de Estanglia, donde fue bautizado. Se considera que, previamente, Cenwalh había repudiado a su esposa, que a la sazón era hermana de Penda.
En 648, Cenwalh fue restaurado en el trono. A partir de 672, reinó junto a su última esposa, Seaxburh o Sexburga. Esta lo sucedió por un breve tiempo luego de su muerte en 674.